# Distretto di Mae Sai
Il distretto di Mae Sai (in thailandese: แม่สาย) è un distretto (amphoe) della Thailandia, situato nella provincia di Chiang Rai. La città più importante è Mae Sai, situata alla frontiera con la Birmania.

## Amministrazione
Il distretto è suddiviso in otto sottodistretti (tambon), che a loro volta sono suddivisi in 92 villaggi (mubans). Vi sono anche due municipalità di sottodistretto (thesaban tambon).
| Nº | Nome del sottodistretto | Nome thai | Nº di villaggi | Pop.   |  |
| 1. | Mae Sai                 | แม่สาย     | 14             | 21.697 |  |
| 2. | Huai Khrai              | ห้วยไคร้    | 11             | 7.609  |  |
| 3. | Ko Chang                | เกาะช้าง   | 13             | 9.964  |  |
| 4. | Pong Pha                | โป่งผา     | 12             | 8.348  |  |
| 5. | Si Mueang Chum          | ศรีเมืองชุม  | 9              | 5.090  |  |
| 6. | Wiang Phang Kham        | เวียงพางคำ | 13             | 19.945 |  |
| 8. | Ban Dai                 | บ้านด้าย    | 8              | 4.117  |  |
| 9. | Pong Ngam               | โป่งงาม    | 12             | 9.528  |  |